# Rothauser Land
El Rothauser Land (País de Rothaus) es una región al sur del lago Schluch en el distrito de Waldshut en el sur de Baden-Wurtemberg, Alemania. Es una región turística por naturaleza. Está ubicado en el parque natural de la Selva Negra Meridional. Al Rothauser Land pertenecen los municipios Grafenhausen y Ühlingen-Birkendorf.

## Atracciones
- Lago del Schlücht a 30 minutos a pie de Grafenhausen
- Rothaus, cervecería en Grafenhausen

## Enlaces
- Sitio web del Rothauser Land